# Sylvain Guintoli

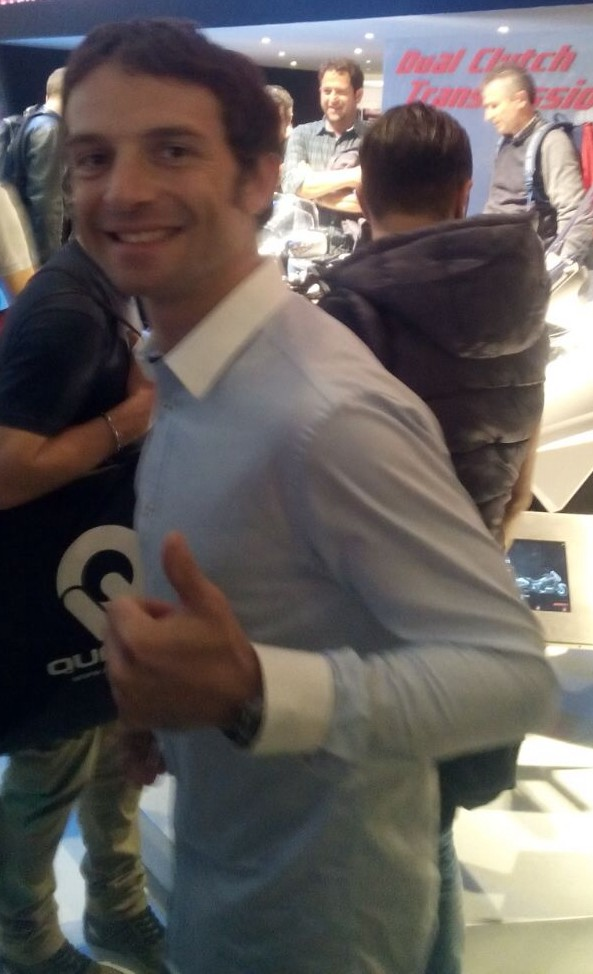
Guintoli 2014.

Sylvain Guintoli, född den 24 juni 1982 i Montélimar, Frankrike är en fransk roadracingförare som tävlade i roadracingens Grand Prix-klasser 2000-2008. Han har sedan 2009 tävlat i Superbike. Guintoli blev världsmästare i Superbike säsongen 2014.
Guintoli körde i 250-klassen 2000 till 2006, förutom ett inhopp i MotoGP 2002. Enda pallplatsen är en tredjeplats 2003. Under 2007 körde Guintoli för Tech 3 Yamaha med en fjärdeplats i Japans GP som bäst. Han har även gjort flera övertygande kval och toppat en fri träning. 2008 års säsong körde han för Alice Ducati och blev placerad som nummer 13 i VM. Bästa insatsen var sjätteplatsen i Tysklands GP.
Sedan 2009 har Guintoli tävlat i Superbike-VM. Han tog sin första seger på Assen 2012. Superbike-VM 2013 körde han för Aprilias fabriksteam. Han fortsatte hos Aprilia 2014 och blev världsmästare knappt före Tom Sykes på Kawasaki. 2015 körde han för Hondas fabriksteam, 2016 för Yamaha i deras comeback i Superbike-VM. Säsongen 2017 blev det bara fyra heat.